# Oidium chartarum
Oidium chartarum är en svampart som beskrevs av Link 1824. Oidium chartarum ingår i släktet Oidium och familjen Erysiphaceae.   Inga underarter finns listade i Catalogue of Life.